# Rave
Rave (englisch (to) rave = „rasen, schwärmen, toben, fantasieren“) bezeichnet einmalige Tanzveranstaltungen („One-off-Events“) mit elektronischer Musik in eigens dafür präparierten Locations wie zum Beispiel leerstehenden Lagerhallen oder draußen („outdoor“), deren konzeptioneller Schwerpunkt auf ekstatischem Tanz liegt. Die DJs nehmen dabei eine zentrale Stellung ein. Die in Europa am häufigsten auf Raves gespielte Musikrichtung ist Techno.
In den 1990er Jahren wurden auch noch größere Veranstaltungen wie Festivals sowie reguläre Veranstaltungen an dafür vorgesehenen Orten wie Diskotheken/Nachtclubs als Raves bezeichnet. Heute ist diese Begriffsverwendung eigentlich seltener, wird in den letzten Jahren dennoch wieder häufiger von Veranstaltern eingesetzt zwecks besserer Vermarktungschancen. Ebenso von Raves abzugrenzen sind die inzwischen nur noch seltenen Technoparaden.

## Geschichte
1981 brachte das Unternehmen Roland den Analogsynthesizer TB-303 auf den Markt. Dieser Basssyntheziser war ursprünglich für Gitarristen und Bands gedacht, die Unterstützung für ihre Projekte suchten, erwies sich dafür aber als ziemlich unbrauchbar, bis findige US-DJs ihn in kreativer Weise für eigene Aufnahmen zweckentfremdeten. Ein sehr großer Teil der damaligen Tanzmusik wurde mit diesem Gerät und dem ebenfalls von Roland stammenden Drumcomputer TR-808 eingespielt, wodurch sich ein charakteristisches Klangbild ergab. Es handelte sich noch um Analogtechnik, Digitalaufnahmen begannen erst gerade. Dieses Klangbild wurde in Verbindung mit verschiedenen Musikstilen von den Plattenfirmen ebenso als „Rave“ bezeichnet. In der Folge kam es durch Gründung vieler kleiner Sub-Labels und dem Aufkauf pleitegegangener Punk-Labels sowie der schnellen Entwicklung dieser Musikstile zur Kontrastierung und Unterwanderung des Begriffs, der dann schließlich nicht mehr in Gebrauch war. Wer also heute noch „Rave“ hören möchte, der kann sich in den MTV-Charts zwischen 1988 und 1992 umsehen.
Während der Acid-House-Bewegung ab dem Second Summer of Love 1989 wurde der Begriff „Rave“ erstmals in seiner heutigen Bedeutung verwendet. Als einer der ersten besonders großen Raves gilt das von Spiral Tribe 1992 in England initiierte „Castlemorton Common Festival“ mit 30.000 Besuchern, für das sich 23 der Veranstalter vor Gericht verantworten mussten. Als Motto der Ravekultur entwickelte sich PLUR („Peace Love Unity Respect“).
Der elektronische Sound wurde zu Beginn kaum in Stile oder Kategorien unterteilt. Es gab meist einen großen Dancefloor und die wenigen DJs spielten sich innerhalb einer Party durch verschiedene Facetten der elektronischen Musik. Mit dem Anwachsen der Besucherzahlen von Raves beziehungsweise den Liebhabern elektronischer Tanzmusik allgemein begann auch die Diversifizierung von Raves in verschiedene Genres. Mehr als zwei unterschiedliche Genres auf einer Tanzfläche in einer Nacht sind heute eher unüblich. Die Diversifizierung von Techno in unterschiedliche Stilrichtungen mit teils extrem unterschiedlichen Geschwindigkeiten führte Mitte/Ende der 1990er-Jahre aber auch zu einer neuen Form von größeren Raves mit mehreren unterschiedlichen Floors. Manche der größeren Raves verwandelten sich über die Zeit in einige der größten heutigen Festivals.

## Rave als Bezeichnung für ein Musikgenre
Zuerst sprach man ab Anfang 1988 also von „Rave“ als Bezeichnung von Musik, die auf den Tanzveranstaltungen, eben den Raves, gespielt wurde, und das war in der Regel eine Weiterentwicklung der Disco-Music durch die aufkommende Computerisierung. Als genuin europäischer Begriff vermarktet wurde er zuerst mit dem Titel „Good Life“ von Inner City, wobei auch die charakteristischen Smileys (schon seit den 70ern modern) einer breiteren Öffentlichkeit wieder bekannt gemacht wurden. In den USA, und dort vor allem in Detroit, hieß dieser Musikstil „House“. Die US-DJs legten auch in Berlin auf und dort entwickelte sich im Milieu der Berliner Schule der elektronischen Musik sehr schnell Techno, der dann in besonders in Label-Zentren wie Frankfurt weiterentwickelt wurde (Acid-Techno, Trance) und sich von diesen aus in ganz Europa verbreitete. Der Begriff verschwand dann allmählich wieder; viele bestehende Discotheken spielten „House“ mit und ohne Gesang, von MTV-Charts bis Club-House, letzterer von namhaften DJs aufgelegt. Der DJ wurde im Zuge dessen immer mehr zum anerkannten Künstler, der eigene Werke kreierte. Techno war von Anfang an eine Sache von neugegründeten und oft kurzlebigen Clubs, ebenso entstanden Party-Labels, die sich in bestehende Locations einkauften oder neue anmieteten. Aufgrund unklarer Rechtslage gab es auch so manche illegale Raves. In der Regel wurden auf Raves seit 1992 alle Arten elektronischer Musik gespielt. Von 1990 bis 1992 wurde kurzzeitig auch Madchester, eine britische Indierock-Dance-Kreuzung, als „Rave Music“ bezeichnet. Wichtigste Vertreter waren hier die Happy Mondays. Ab 1993 wurde der Begriff „Rave“ nur noch für die bisherige elektronische Tanzmusik gebraucht oder eben für Veranstaltungen.
Von 1993 bis 1996 bezeichnete „Rave Music“ dann einen besonders schnellen Technostil. Die Geschwindigkeit war ähnlich dem Gabber. Der oft verzerrten, harten Bassdrum wurden im Rave häufig schnelle Breakbeatsamples unterlegt. Wegen der eingängigen, tranceartigen Melodien und Synthriffs wurde diese Musik in der Szene auch als Deppen- oder Kirmestechno bezeichnet (z. B. Marusha – Raveland, Dune – Can’t Stop Raving). Eine die Breakbeats noch stärker betonende Unterform ist Breakbeat Hardcore. Die Bedeutung des Wortes Rave hat sich also über die Jahre gewandelt und bezeichnet heute hauptsächlich noch die Veranstaltung. Rave als bestimmte Musikrichtung gibt es nicht. Wenn von Ravemusik die Rede ist, bezieht man sich meistens auf alte Platten und Klassiker aus der Anfangszeit des Techno. Allgemein kann man sagen, dass das, was typische Ravemusik ausgemacht hat, in einer gewissen Experimentierfreudigkeit und Abstraktion besteht, mit großer Bedachtnahme auf Tanzbarkeit.
Aber auch heute noch wird Musik anderer Genres mit dem Zusatz „Rave“ genauer beschrieben, siehe zum Beispiel Die Antwoord, deren Stil auch als „Rave-Rap“ bezeichnet wird. Im Jahr 2024 verwendete die österreichische Sängerin Kaleen den Begriff in ihrem österreichischen Beitrag für den Eurovision Song Contest: "We will rave".

## Musik
Musikalisch kann man je nach Rave verschiedene Stilrichtungen der elektronischen Musik finden, am häufigsten Techno. Es kann sich dabei um einen härteren Techno-Stil handeln (z. B. Hardtekk, Schranz, Hardcore), einen gemäßigteren (z. B. Acid, Dark Techno, Detroit Techno oder Minimal Techno), Hardstyle oder Drum and Bass/Breakbeat, Dubstep oder eher sanfte, melodiöse Stilrichtungen, z. B. Trance, House (z. B. Tech House, Deep House, Minimal House), Dub-Techno, Dub, Goa, Hands up, Chill-Out-Musik oder Ambient.
Welche Musik auf einem Rave gespielt wird, ist im Vorhinein in der Regel nur an den Namen der DJs im sogenannten „Line-up“ und manchmal auch an der Namensgebung und dem Design der Flyer zu erkennen.

## Organisation
Größere Raves sind bis auf wenige Ausnahmen auf mehrere Hallen oder sonstige Örtlichkeiten verteilt, die im Jargon der Partybesucher als Floors bezeichnet werden. Auf jedem Floor wird ein etwas anderer Musikstil gespielt. Insbesondere die auf den Chill-out-Floors gespielte Musik ist häufig äußerst avantgardistisch. Eine wichtige Rolle für den Erfolg eines Raves spielen neben dem Line-up und der DJ-Besetzung die verwendete Beschallungsanlage sowie die Ausstattung mit Licht und Deko. Da Raves relativ spät beginnen (häufig zwischen 22 und 24 Uhr), wird dann regelmäßig bis in den frühen Morgen gefeiert.